# Brängen
Brängen är en sjö i Mullsjö kommun och Ulricehamns kommun i Västergötland och ingår i Göta älvs huvudavrinningsområde. Sjön är 15 meter djup, har en yta på 2,67 kvadratkilometer och är belägen 239,1 meter över havet. Sjön avvattnas av vattendraget Tidan. Runt Brägen går den 35 kilometer långa cykelleden Brägen runt.

## Delavrinningsområde
Brängen ingår i det delavrinningsområde (642062-137817) som SMHI kallar för Utloppet av Brängen. Avrinningsområdets medelhöjd är 283 meter över havet och ytan är 23,93 kvadratkilometer. Räknas de 7 delavrinningsområdena uppströms in blir den ackumulerade arean 132,36 kvadratkilometer. Tidan som avvattnar avrinningsområdet har biflödesordning 2, vilket innebär att vattnet flödar genom totalt 2 vattendrag innan det når havet efter 365 kilometer. Delavrinningsområdet består mestadels av skog (59 procent) och sankmarker (11 procent). Avrinningsområdet har 2,65 kvadratkilometer vattenytor vilket ger det en sjöprocent på 11,1 procent.